# Jens Gad
Jens Gad (München, 26 augustus 1966) is een Duitse muziekproducent, muzikant en tekstschrijver.

## Biografie
Gad is afkomstig van Deense ouders en startte al op jonge leeftijd met muziek maken. Hij heeft een jongere broer, Toby Gad, die eveneens muziekproducent is en samenwerkt met vele bekende artiesten. Gad produceert muziek voor vele artiesten en was co-producent voor het muziekproject Enigma. In het verleden heeft hij albums met instrumentale muziek uitgebracht onder de namen "Jens Gad Presents", "Enigmatic Obsession" en "Achillea".
Gad heeft zijn muziekstudio op het Spaanse eiland Ibiza.

## Projecten
Op Gad zijn eigen muzikale project, Achillea, werkt hij samen met zangeres Helene Horlyck, die verscheen op het album The Nine Worlds in 2005. Op het album Amadas Estrellas in 2007 werkte hij samen met de Spaanse zangeres Luisa Fernandez.

## Producties
Gad heeft muziek geproduceerd voor artiesten op de volgende albums:
- 1986: Fancy - Contact
- 1988: Milli Vanilli - All or Nothing
- 1989: Q - NRG.
- 1989: Münchener Freiheit - Love Is No Science
- 1991: Angel X - Welcome To The Soul Asylum
- 1993: Enigma - The Cross of Changes
- 1993: Enigma / BSO - Sliver: Music from the Motion Picture
- 1995: Sandra - Fading Shades
- 1998: Trance Atlantic Air Waves - The Energy of Sound
- 1999: Andru Donalds - Snowin' Under My Skin
- 1999: Sandra - My Favourites
- 2000: Enigma - The Screen Behind the Mirror
- 2000: Münchener Freiheit - Freiheit Die Ich Meine
- 2001: Andru Donalds - Let's Talk About It
- 2001: Enigma - Love Sensuality Devotion: The Greatest Hits
- 2001: Enigma - Love Sensuality Devotion: The Remix Collection
- 2002: Sandra - The Wheel of Time
- 2003: Münchener Freiheit - Zeitmaschine
- 2003: Enigma - Voyageur
- 2004: York - Peace
- 2005: Secrets of Seduction (onder zijn alias Enigmatic Obsession)
- 2005: The Nine Worlds (onder zijn alias Achillea)
- 2006: Le Spa Sonique (onder zijn artiestennaam Jens Gad Presents)
- 2007: Amadas Estrellas (onder zijn alias Achillea)
- 2007: Ruth-Ann Boyle - What About Us
- 2007: Sandra - The Art Of Love
- 2009: Sandra - Back to Life